# Strandpieper
Der Strandpieper (Anthus petrosus) ist ein Sperlingsvogel (Passeriformes) aus der Gattung der Pieper (Anthus). Er weist eine große Ähnlichkeit mit Wiesenpiepern und Bergpiepern auf und ist daher leicht mit diesen Arten zu verwechseln.

## Morphologie und Merkmale
Strandpieper wiegen etwa 20 bis 30 Gramm und erreichen eine Körperlänge von 15,5 bis 17 cm. Die Flügelspannweite beträgt 23 bis 28 cm.
Der Strandpieper ist gedrungen und relativ massig gebaut. Der Schnabel ist kräftig, lang und besitzt eine einheitlich schwarze Färbung. Je nach Jahreszeit weisen die Vögel eine unterschiedliche Färbung und Zeichnung auf. Im Sommer ist die Unterseite gelblich bis schmutzigweiß, graubraun gestrichelt. Der Rücken ist olivfarben und unscharf dunkel gestrichelt. Der Schwanz ist dunkel mit grauen Seiten. Das Ruhekleid im Winter ist in seiner Zeichnungen nicht so intensiv. Die Unterseite ist dann matt grau, der Rücken eher dunkel. Vom Wiesen- und Bergpieper unterscheidet er sich durch die dunklen Beine. Außerdem ist er größer als der Wiesenpieper. Im Gegensatz zum Bergpieper ist er kräftiger gestrichelt und der Überaugenstreif ist kürzer und in der Farbe schwächer ausgeprägt. Der Flug des Strandpiepers ist durch eine kurze Flügelschlagfolge zwischen den Gleitstrecken gekennzeichnet. Der Gesang ist trillernd und der Singflug ähnelt sehr stark dem des Wiesenpiepers. Der Lockruf ist hingegen rauer und schärfer.

## Verbreitung
Der Strandpieper kommt an den felsigen Küsten Skandinaviens, den Nord- und Westküsten Großbritanniens, auf Island, in Irland, Russland und im nördlichen Mitteleuropa vor. Die Vögel der Populationen in Irland, Großbritannien und Frankreich sind Standvögel. Die nördlich brütenden Tiere ziehen jedoch von September bis Dezember in südlichere Regionen, an die europäischen Atlantikküsten bis Gibraltar, Norddeutschland, und Griechenland, sowie an die algerischen und marokkanischen Küsten. Dort halten sie sich vor allem an flachen Küsten mit offenen Sand- und Muschelstränden auf.

## Lebensweise
Strandpieper leben einzelgängerisch, im Winter treten sie aber in kleinen, lockeren Gruppen auf. Sie sind standorttreu und entfernen sich für gewöhnlich nicht weit von ihrem Territorium.

### Nahrung
Er ernährt sich von Fliegen (hauptsächlich von Tangfliegen), Springschwänzen, Larven, Muscheln und kleinen Schnecken, die er auf Felsen, Wiesen und im Spülsaum am Strand findet. Im Sommer verschmäht er auch Samen von Gräsern nicht.

### Fortpflanzung

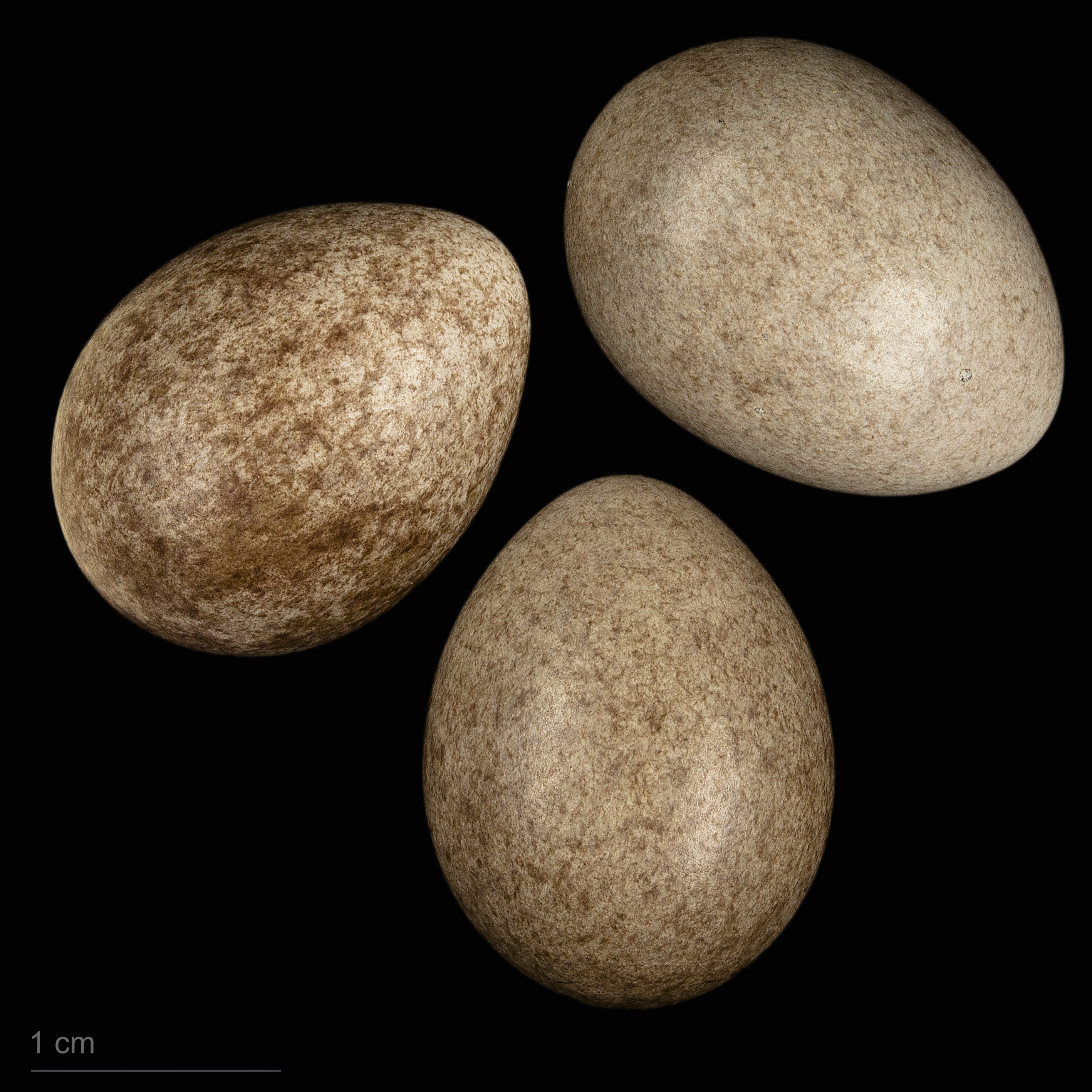
Anthus petrosus, Sammlung Museum von Toulouse

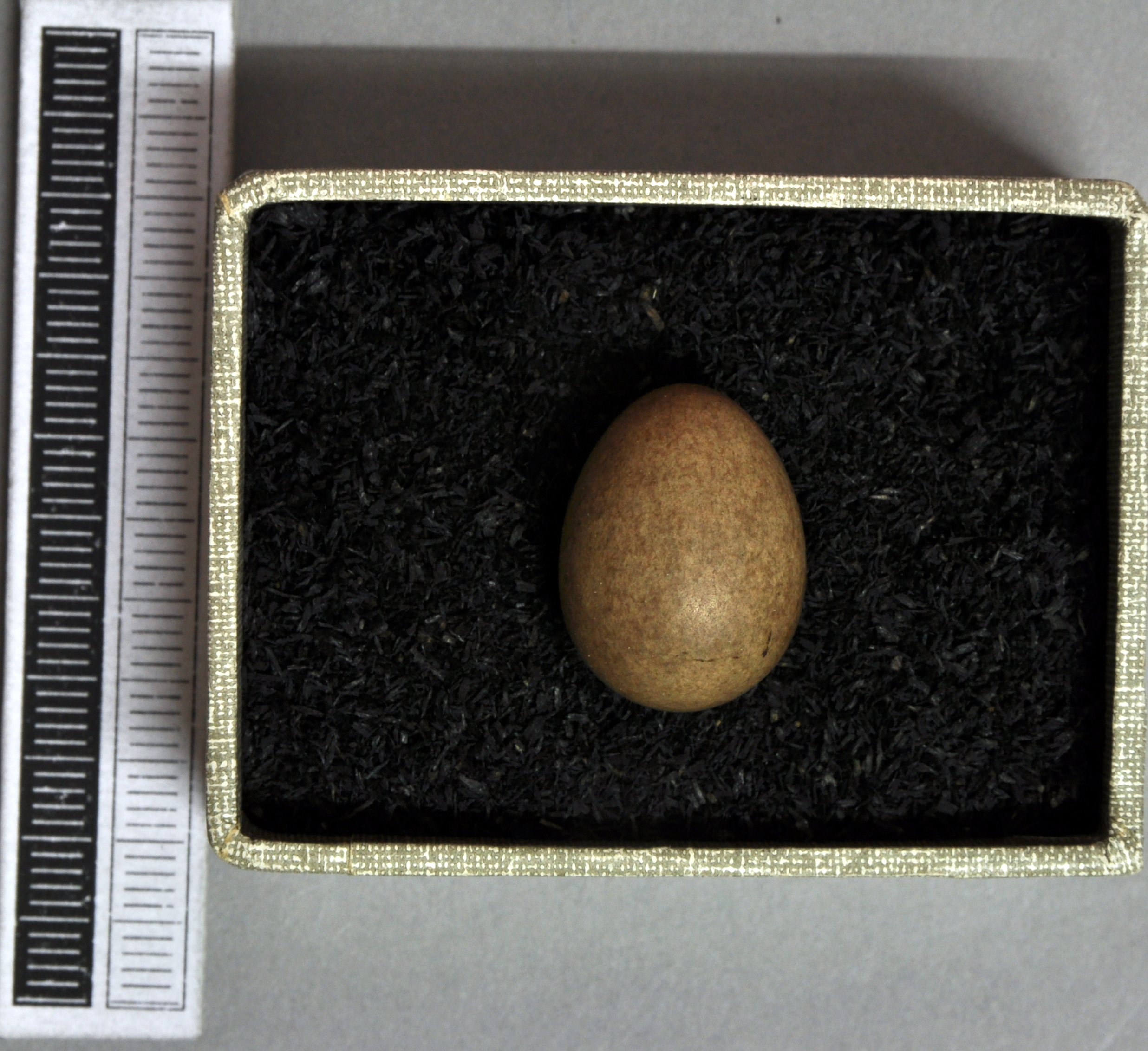
Ei, Sammlung Museum Wiesbaden

Die Paarungs- und Brutzeit erstreckt sich von April bis Juli. Beide Geschlechter zeigen einen auffälligen Balzflug, der von trillerndem Gesang begleitet wird. Das Nest wird vom Weibchen am Boden, in Höhlungen, auf Felsen oder auf bewachsenen Klippen angelegt. Es ist napfförmig, hat eine tiefe Mulde und besteht aus Gras und Moos. Es wird mit Haaren und Pflanzenmaterial ausgekleidet. Das Weibchen legt 3 bis 6 auf hellgrauem Grund dunkel gefleckte Eier. Meist kommt es zu zwei oder drei Bruten im Jahr. Das Gelege wird ausschließlich vom Weibchen bebrütet, während das Männchen das Brutrevier bewacht. Die Brutdauer beträgt etwa zwei Wochen, die Jungen werden mit Insekten gefüttert und verlassen ihr Nest nach 15 Tagen. Mit dem Alter von ca. vier Wochen sind sie selbstständig. Der Strandpieper kann in freier Natur ein Alter von bis zu fünf Jahren erreichen.

## Systematik

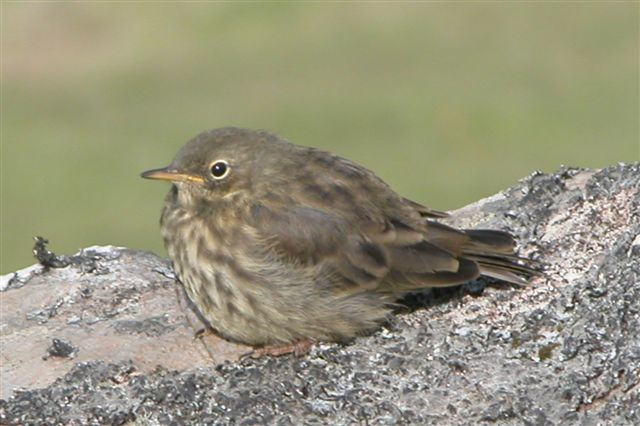
Unterart Anthus petrosus kleinschmidti

Die Art  Anthus petrosus  wird von einigen Autoren in weitere Unterarten unterteilt. Dies sind:
- Anthus petrosus petrosus (Montagu, 1798) in Irland, Großbritannien und an den Küsten Frankreichs
- Anthus petrosus meinertzhageni (Montagu, 1798) auf den Hebriden
- Anthus petrosus littoralis Brehm, 1823 in Nordwesteuropa und Skandinavien
- Anthus petrosus kleinschmidti Hartert, 1905 auf den Färöerinseln

## Bestand
Der weltweite Bestand der Strandpieper wird auf 230.000 bis 580.000 Individuen geschätzt (BirdLife International in prep.). Der Strandpieper gilt somit als nicht gefährdet und wird von der IUCN mit Least Concern angegeben. Die größte Population liegt in Norwegen und umfasst nach Schätzungen über 100.000 Exemplare.